# Liszna (powiat sanocki)
Liszna (pierwotnie Leszna, później Lisznia) – wieś w Polsce położona w województwie podkarpackim, w powiecie sanockim, w gminie Sanok.
| SIMC    | Nazwa         | Rodzaj    |
| ------- | ------------- | --------- |
| 0359327 | Na Kamieniach | część wsi |
| 0359333 | Zarzeki       | część wsi |

W latach 1975–1998 miejscowość należała administracyjnie do województwa krośnieńskiego.
Wieś lokowana przed rokiem 1423. Do 2 poł. XVII wieku właścicielami wsi byli Wasyl i Iwan Maniowicz, protoplaści rodu Leszczyńskich. Na przełomie XVII i XVIII we wsi funkcjonował dwór szlachecki. Wieś należał do dóbr królewskich.
W połowie XIX wieku właścicielami posiadłości tabularnej w Lisznej byli spadkobiercy Medyńskiego i Rapfa. W tym czasie właścicielką została również Józefa Rapf, żona Jerzego. W 1873 wieś liczyła 429 mieszkańców. Pod koniec XIX większość areału wsi należała do Fryderyka Adamowicza i Eugeniusza Grohmanna. Parafia rzymskokatolicka dla tej wsi znajdowała się w Mrzygłodzie. W 1905 Jędrzej Biega posiadał we wsi obszar 74 ha. Właścicielem terenów w Lisznej był też Stanisław Nowak.
We wsi znajduje się rzymskokatolicki kościół św. Antoniego wzniesiony w latach 1936–39. Jest położony pośród lasu na wzgórzu w południowej części wsi. Wcześniej mieszkańcy wsi uczęszczali do parafii Rozesłania Apostołów w Mrzygłodzie. Obecnie świątynia stanowi filię parafii Wniebowstąpienia Pańskiego w Sanoku.
W okresie II Rzeczypospolitej w Lisznej znajdował się ośrodek sanatoryjny, istniały dwa sanatoria, w tym jedno fundacji Michaliny Mościckiej, pierwszej damy Polski, małżonki Prezydenta RP, Ignacego Mościckiego (umożliwiało kąpiele wodne, wykorzystywano mikroklimat gór). We wsi istniał Ośrodek Zdrowia im. Prezydentowej Mościckiej. Sanatorium zostało zniszczone przez Niemców w 1941.
Po 17 września 1939 wieś znalazła się w części powiatu okupowanego przez Sowietów. Była odgrodzona od Sanoka – Linią Mołotowa. W lutym 1940 roku polscy mieszkańcy tej wsi zostali deportowani przez Rosjan w okolice Ostroga na Wołyniu do wsi Lachów. Lachów był do 17 września 1939 polską wsią, której mieszkańcy zostali następnie wysiedleni w głąb ZSRR. Latem 1943 w okresie tzw. rzezi wołyńskiej polscy wysiedleńcy z Lisznej zostali w okrutny sposób wymordowani przez UPA. Ci którzy ocaleli uzyskali od władz niemieckich zgodę na powrót do rodzinnej wsi. Pamiątką po tych wydarzeniach jest pomnik znajdujący się na cmentarzu przy kościele w Lisznej, upamiętniający polskie ofiary rzezi wołyńskiej z Lisznej.
Latem 1994 w Lisznej przeprowadzano ekshumację rozstrzelanych tu członków Ukraińskiej Powstańczej Armii, którzy zginęli po spaleniu Ochowiec w 1946. Ich szczątki przewieziono następnie na cmentarz w Pikulicach.
W Lisznej ustanowiono kilka kapliczek przydrożnych: jedna z nich, położona przy szkole podstawowej wraz z tablicą upamiętniającą ofiary reżimów totalitarnych w Lisznej 1939-1989, druga pochodzi z 1901 roku ufundowana przez Marię i Wojciecha Wojnarowskich, trzecia pochodząca z XIX wieku pierwotnie umiejscowiona pomiędzy dwoma drzewami, czwarta z XIX wieku pierwotnie powstała na posesji Franciszka Rycyka.
Od 2000 społecznie działa zespół folklorystyczny „Lisznianie”.